# Loure (muzyka)
Loure – muzyczna forma taneczna oparta na tańcu loure.
Zwykle w formie pieśni. Metrum nieparzyste 3/4 lub 6/4. Rytm synkopowany. Tempo wolne. Opcjonalnie część suity barokowej.